# Çağan Irmak
Çağan Irmak török filmrendező, forgatókönyvíró 1970. április 4-én született a Nyugat-Törökországban fekvő İzmir város Seferihisar nevű tengerparti negyedében (İzmir tartomány).

## Biográfia
Tanulmányait az izmiri Égei egyetem kommunikációs karán, a televízió-rádió-mozi szakán végezte 1988–1992 között. Az egyetemi évek alatt két rövidfilmjével – Mese (Masal), Hírvivő (Kurban) – elnyerte a Sedat Simavi díjat. Ezt követően segédrendezőként dolgozott Orhan Oğuz, Mahinur Ergun, Filiz Kaynak és Yusuf Kurçenli mellett. 1998-ban egy rövidfilmjével – Bana Old and Wise'ı Çal – elnyerte az IFSAK első díját.
Çağan Irmak írta és rendezte 1998–2001 között a Jó reggelt, Isztambul testvér (Günaydın İstanbul Kardeş) tv-sorozatot. Első nagy játékfilmje a Kívánj nekem szerencsét (Bana Şans Dile) 2001-ben készült.
A 2008-ban készült és a török mozikban játszott Magányos férfi (Issız Adam) c. filmben Melis Birkan (Ada) és Cemal Hünal (Alper) által megformált szerelmespár története siker, illetve zenéje óriási sláger lett. Az Anlamazdın c. számot Ayla Dikmen énekli.
Az Alvó hercegnő (Prensesin Uykusu) 2010-ben, a Nagyapám emberei (Dedemin İnsanları) c. filmje pedig 2011-ben készült.

## Filmográfia

### Rövidfilmek
- Bana Old and Wise'ı Çal, 1998
- Masal
- Kurban

### Filmek
- Soğan Tarlası (2017)
- Benim Adım Feridun (2016)
- Nadide Hayat (2015)
- Unutursam Fısılda (2014)
- Tamam mıyız? (2013)
- Dedemin İnsanları, 2011
- Prensesin Uykusu, 2010
- Karanlıktakiler, 2009
- Issız Adam, 2008
- Ulak, 2007
- Babam ve Oğlum, 2005
- Mustafa Hakkında Herşey, 2004
- Bana Şans Dile, 2001
- Çilekli Pasta, 2000

### Sorozatok
- Keşanlı Ali Destanı, 2011
- Yol Arkadaşım, 2008-2009
- Kabuslar Evi, 2006
- Çemberimde Gül Oya, 2004-2005
- Asmalı Konak, 2002-2003
- Günaydın İstanbul Kardeş, 1998-2001
- Şaşıfelek Çıkmazı, 1996-1998, folytatása 2001

## Fordítás
- Ez a szócikk részben vagy egészben  a(z)   Çağan Irmak című török Wikipédia-szócikk fordításán alapul.  Az eredeti cikk szerkesztőit annak laptörténete sorolja fel. Ez a jelzés csupán a megfogalmazás eredetét és a szerzői jogokat jelzi, nem szolgál a cikkben szereplő információk forrásmegjelöléseként.
- Ez a szócikk részben vagy egészben  a(z)   Çağan Irmak című angol Wikipédia-szócikk fordításán alapul.  Az eredeti cikk szerkesztőit annak laptörténete sorolja fel. Ez a jelzés csupán a megfogalmazás eredetét és a szerzői jogokat jelzi, nem szolgál a cikkben szereplő információk forrásmegjelöléseként.